# 🕀
🕀  is een teken uit de Unicode-karakterset dat een karakter voorstelt dat omschreven wordt als het appelkruis in een cirkel. Dit karakter is in 2012 toegevoegd bij de introductie van de Unicode 6.1-standaard.

## Gebruik
Het karakter behoort tot de groep symbolen die gebruikt worden in de Typikon, een geschrift dat gebruikt wordt door kerken die de Byzantijnse liturgie aanhouden (de Oosters-Orthodoxe kerken maar ook de Grieks-Katholieke Kerk). Een Typikon bevat regels betreffende de organisatie en het volgen van de Byzantijnse diensten. Typikon komt van een Grieks woord dat "typisch" betekent en kan beschouwd worden als de evenknie van de complete verzameling van alle liturgische geschriften voor de Latijnse ritus. Een Typikon is niet uniform; iedere kerk, klooster en zelfs parochie heeft een verschillende versie. 
Het teken 🕀, doorgaans gedrukt in rood, wordt in deze Typika gebruikt om in de kalender de Dodekaorton, de twaalf Grote Vieringen (waaronder Kerstmis en Pasen) mee aan te duiden.

## Codering

### Unicode
In Unicode vindt men de 🕀 onder de code U+1F540  (hex).

### HTML
In HTML kan men in hex de volgende code gebruiken: &#x1F540;